# Comuna de Czosnów
Czosnów (polaco: Gmina Czosnów) é uma gminy (comuna) na Polónia, na voivodia de Mazóvia e no condado de Nowodworski (mazowiecki). A sede do condado é a cidade de Czosnów.
De acordo com os censos de 2004, a comuna tem 8626 habitantes, com uma densidade 67,2 hab/km².

## Área
Estende-se por uma área de 128,34 km², incluindo:
- área agrícola: 58%
- área florestal: 28%

## Demografia
Dados de 30 de Junho 2004:
|                      | Total   | Total | Mulheres | Mulheres | Homens  | Homens |
| -------------------- | ------- | ----- | -------- | -------- | ------- | ------ |
|                      | pessoas | %     | pessoas  | %        | pessoas | %      |
| População            | 8626    | 100   | 4370     | 50,7     | 4256    | 49,3   |
| Densidade (pop./km²) | 67,2    | 100   | 34,1     | 34,1     | 33,2    | 33,2   |

De acordo com dados de 2002, o rendimento médio per capita ascendia a 1432,34 zł.

## Comunas vizinhas
- Izabelin, Jabłonna, Leoncin, Leszno, Łomianki, Nowy Dwór Mazowiecki, Zakroczym